# Könkäänjärvi
Könkäänjärvi eller Könkkäänjärvi är en sjö i Finland. Den ligger i kommunen Enare i landskapet Lappland, i den norra delen av landet, 1 000 km norr om huvudstaden Helsingfors. Könkkäänjärvi ligger 129,3 meter över havet. Arean är 38,1 hektar och strandlinjen är 2,65 kilometer lång. Sjön  ingår i Pasvik älvs huvudavrinningsområde. 